# Fotografia

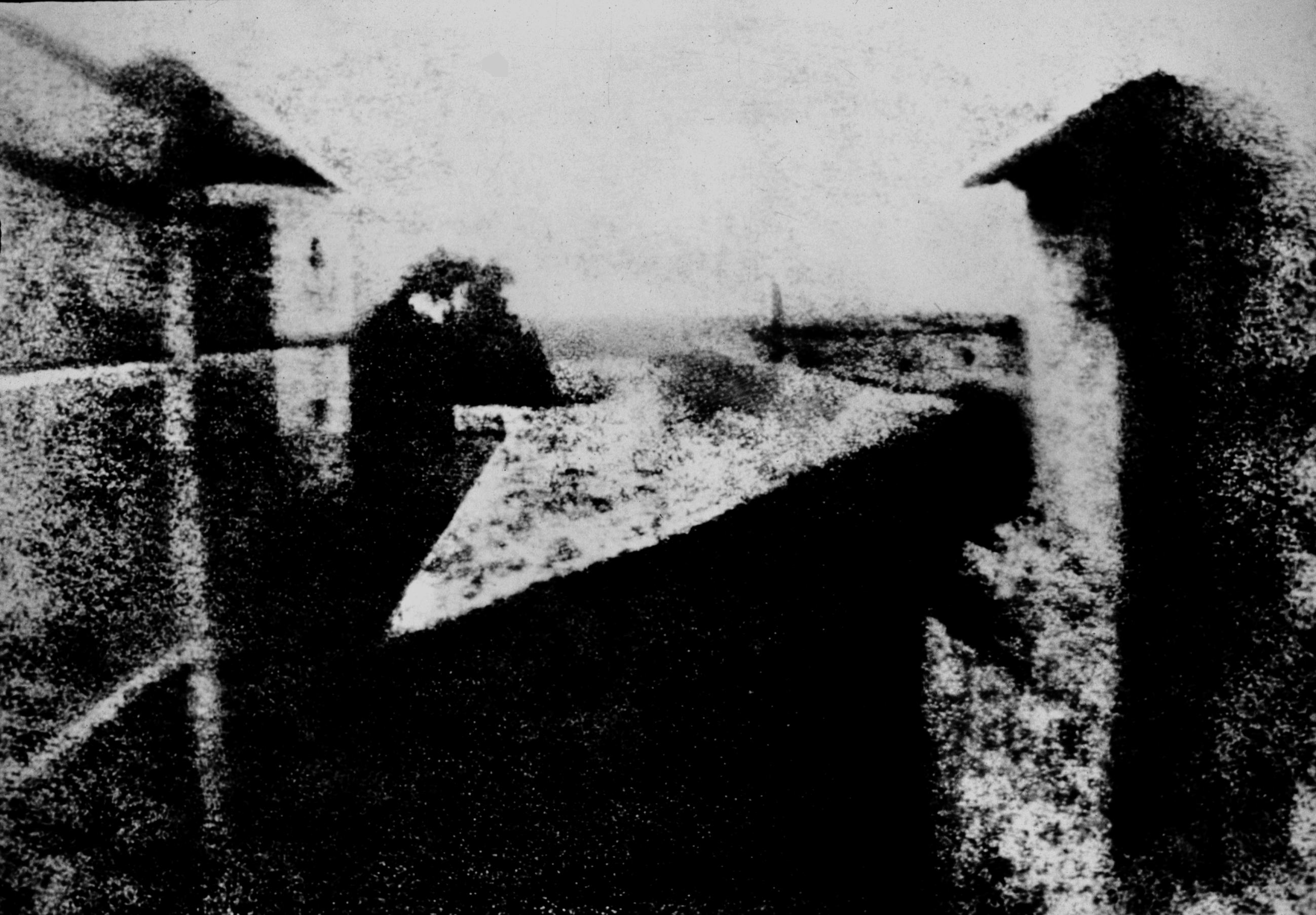
Widok z okna w Le Gras – pierwsza udana, trwała fotografia wykonana przez Nicéphore’a Niépce’a w 1826 r.

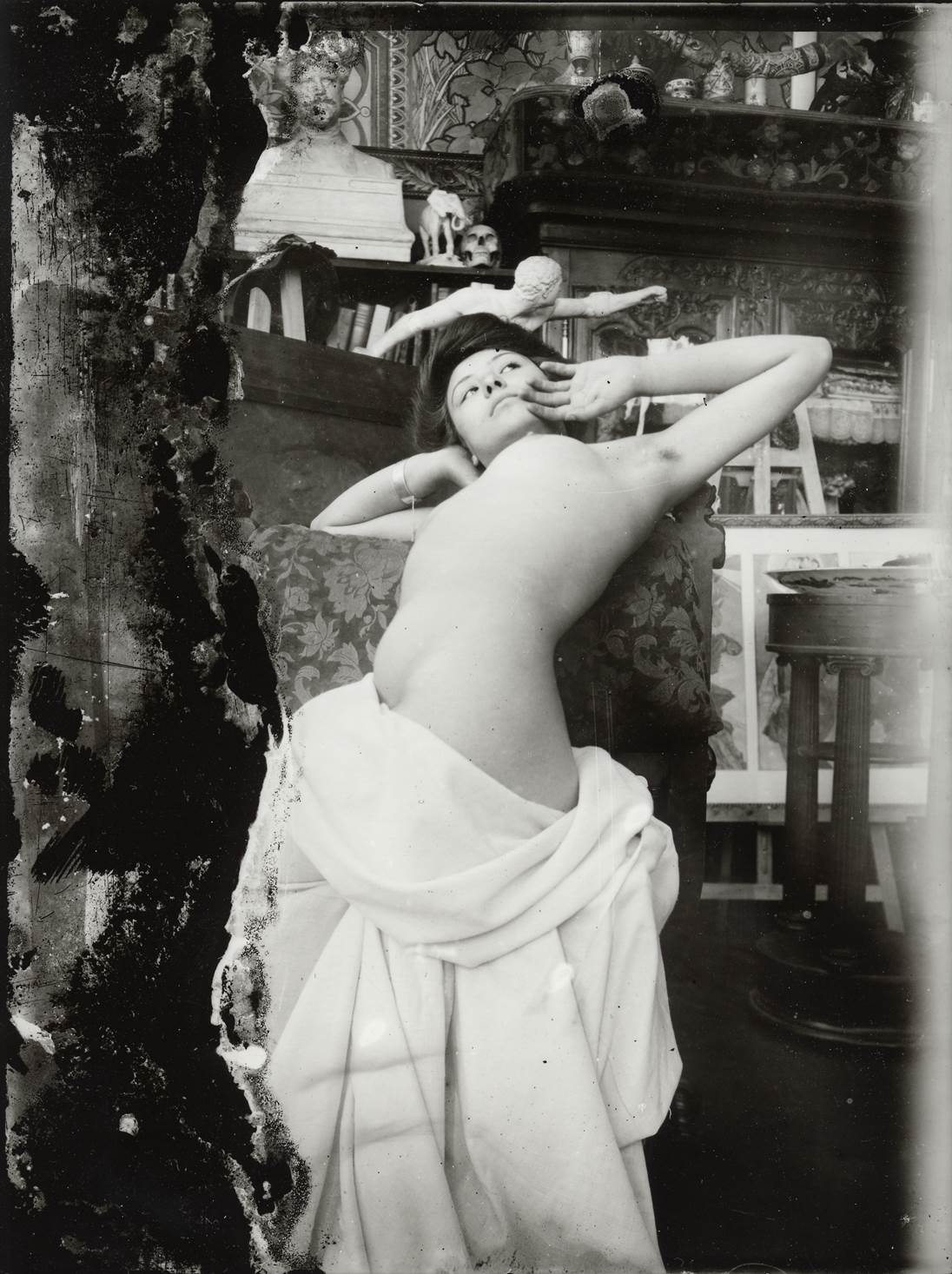
Fotografia wykonana przez Alfonsa Muchę w 1903 r.

Fotografia (ang. photography) – zbiór wielu różnych technik, których celem jest zarejestrowanie trwałego, pojedynczego obrazu za pomocą światła. Potoczne znaczenie zakłada wykorzystanie układu optycznego, choć nie jest to konieczne np. przy rayografii.

## Etymologia
Słowo fotografia (ang. photography) oznacza rysowanie za pomocą światła. Powstało z greckich rdzeni φῶς (phōs) – światło, dopełniacz φωτός (phōtós) – światła; γραφή (graphé) – rysowanie.

## Podstawowy podział technik fotograficznych
- fotografia tradycyjna (błędnie określana jako analogowa) – od swego powstania oparta na chemii światłoczułych związków srebra. Dzieli się na fotografię monochromatyczną i fotografię barwną. Materiały fotograficzne dzieliły się na dwa rodzaje: pierwsze służyły do utrwalania obrazu w aparacie i produkowane były w postaci klisz ciętych (do aparatów wielkoformatowych – fotografia wielkoformatowa), zaś drugie w postaci błon fotograficznych (filmów) perforowanych (do aparatów małoobrazkowych) i błon zwojowych, najczęściej o szerokości 60 mm (do aparatów średnioformatowych), które następnie musiały być wywoływane. Obraz zapisany na obu tych rodzajach materiałów mógł być przenoszony na papiery fotograficzne o różnych formatach.
- szlachetne techniki fotograficzne – techniki oparte na wykorzystaniu światłoczułości i garbujących właściwości soli chromianowych, a także innych związków światłoczułych, np. gumy, pigmentu, bromoleju.
- fotografia cyfrowa – w tym przypadku rejestracja obrazu odbywa się nie na materiale światłoczułym, ale w karcie pamięci, po uprzednim przetworzeniu światła /obrazu/ wpadającego przez obiektyw na sygnał elektryczny – w matrycy (np. w układzie CCD lub CMOS) zamontowanej w aparacie cyfrowym. Obiektywy aparatów cyfrowych są identyczne (pod względem konstrukcji optycznej) ze stosowanymi w aparatach do fotografii tradycyjnej (analogowej), ale występują też w postaci zmodyfikowanej, np. z wbudowanymi mechanizmami redukcji wstrząsów.

Naukowców od zawsze fascynowała możliwość rejestrowania dokładnych obrazów ruchu, przykładem tego jest twórczość Eadwearda Muybridge’a.

## Ważniejsze wydarzenia w historii fotografii opartej na materiałach światłoczułych

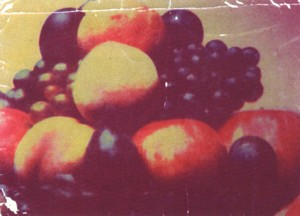
Jedna z pierwszych fotografii barwnych wykonana (ok. 1900 roku) metodą opracowaną przez „polskiego Edisona” Jana Szczepanika. Szczepanik opatentował tę metodę w USA i w Wielkiej Brytanii. Na podstawie licencji Szczepanika amerykańska firma Kodak w roku 1935 wprowadziła do sprzedaży film barwny „Kodachrome”, a niemiecka firma AGFA po ulepszeniu jego projektu wyprodukowała rok później własne materiały fotograficzne „Agfacolor”.

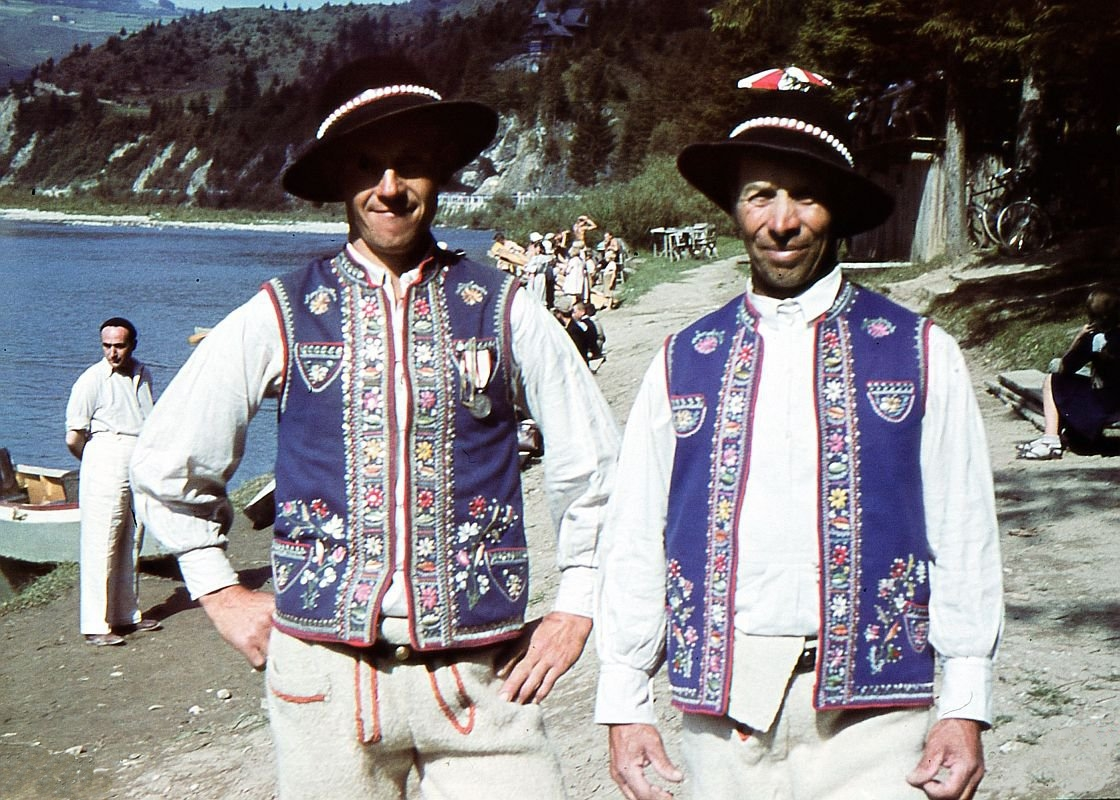
Fotografia Agfacolor z wakacji w Szczawnicy nad Dunajcem wykonana w czerwcu 1939 r.

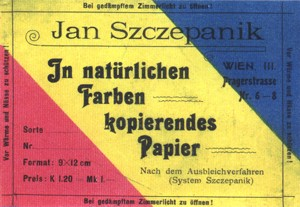
Etykieta pochodząca z opakowania światłoczułego papieru do fotografii barwnej wynalezionego przez Jana Szczepanika i sprzedawanego przez jego firmę

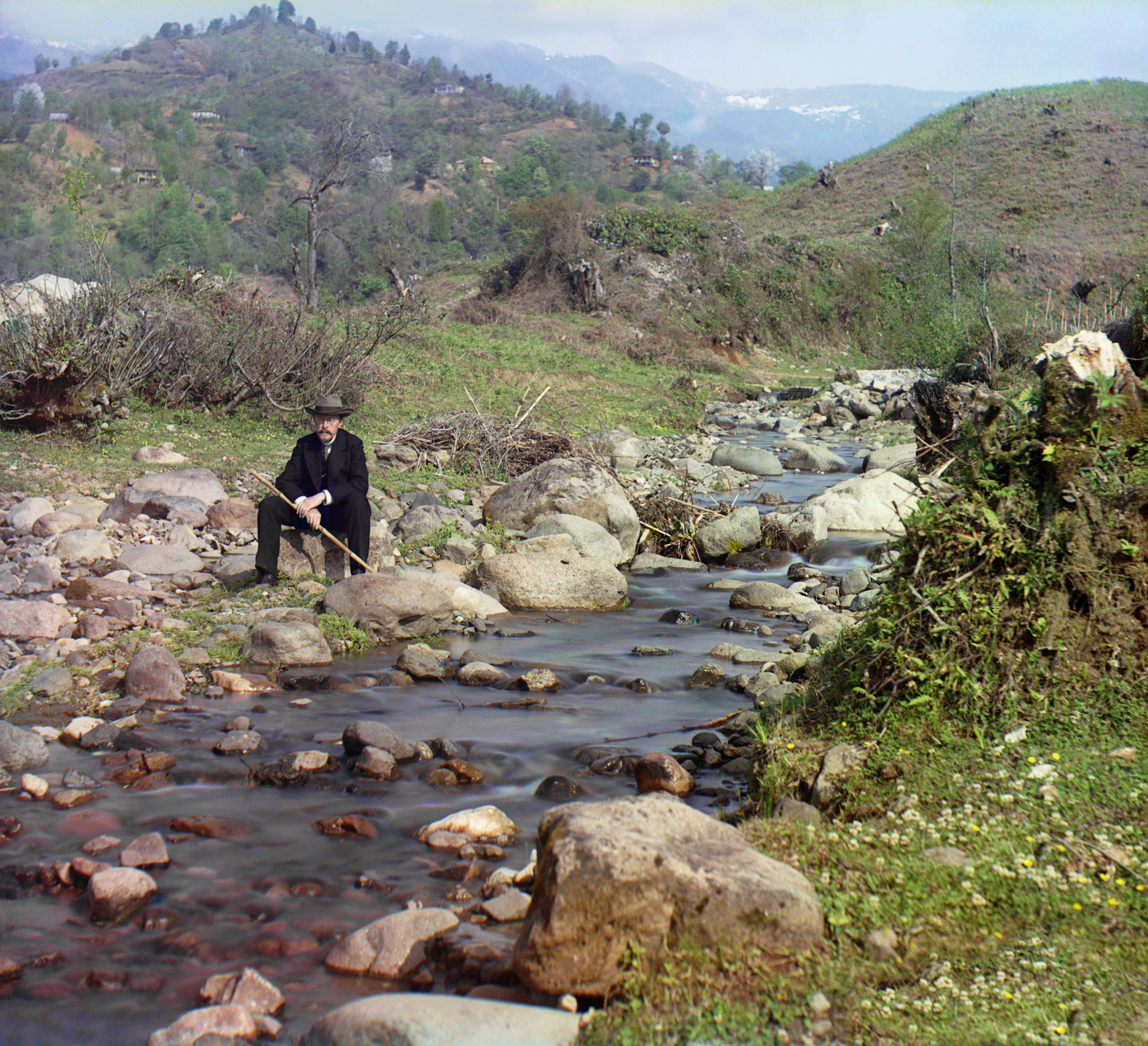
Autoportret pioniera fotografii kolorowej Siergieja Prokudina-Gorskiego z lat 1905–1915 nad rzeką Karolitskai niedaleko Batumi

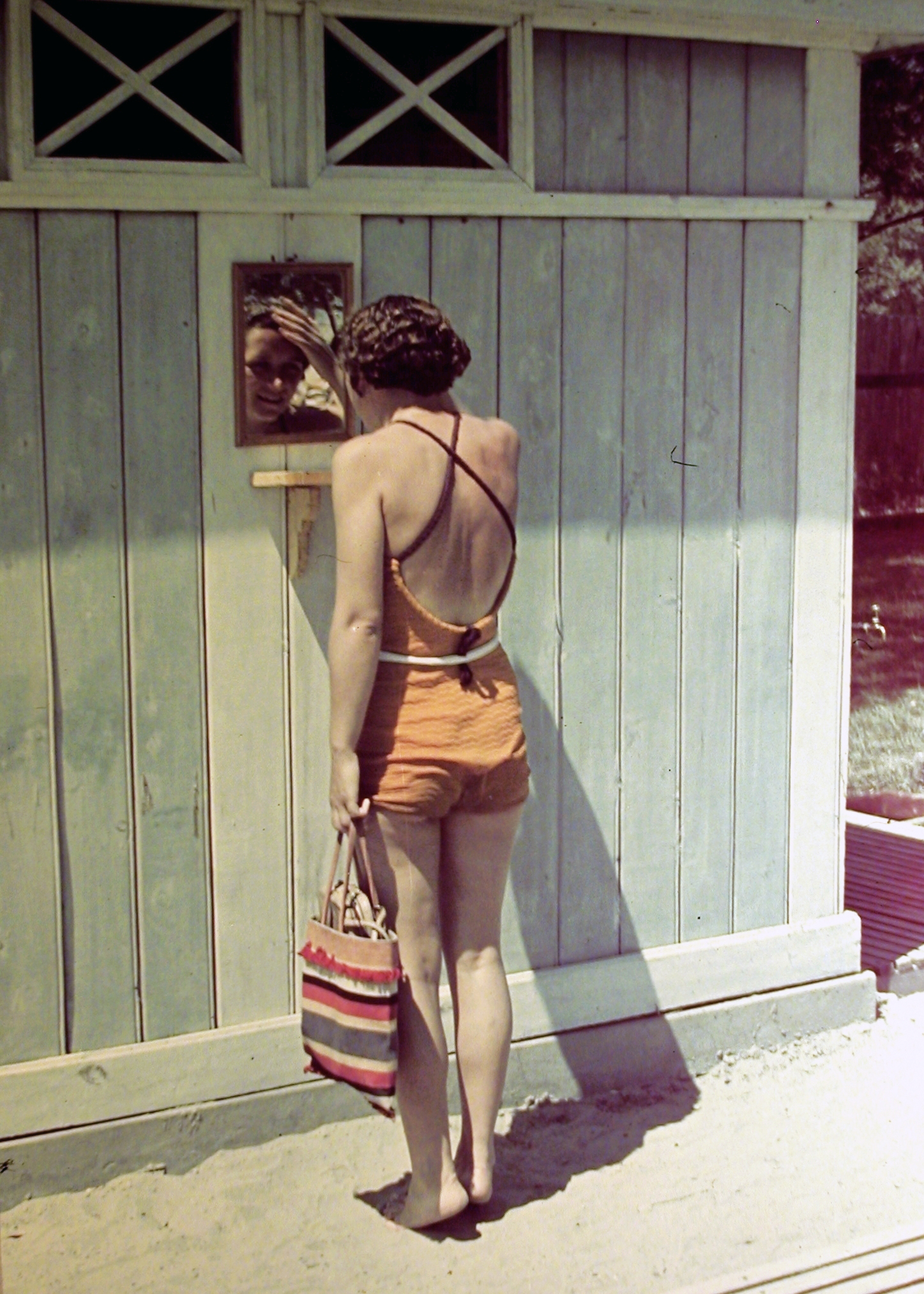
Kobieta wypoczywająca na basenie w Budapeszcie na Węgrzech w 1939. Fotografia kolorowa w formie błony światłoczułej pojawiła się w poł. lat 30. XX wieku dzięki wynalazkom takim jak filmy barwne Kodachrome i Agfacolor (fot.)

Fotografia, powstała w XIX wieku, korzystała z wynalazków znanych już wcześniej. Przykładem jest camera obscura, znana już w starożytnej Grecji.
- 1556 – Georg Fabricius zauważył, że chlorek srebra zaczernia się pod wpływem promieni słonecznych.
- 1724 – światłoczułość azotanu srebra zaobserwował Johann Heinrich Schulze.
- 1725 – w Halle Johann Heinrich Schulze uzyskał pierwsze odwzorowanie obrazu na emulsji światłoczułej sporządzonej z chlorku srebra na podkładzie z białej kredy.

Spreparowana odpowiednio kreda posłużyła jako substancja mająca zapewnić w miarę równomierne pokrycie materiału podkładowego emulsją. Jako obrazu do odwzorowania użył nieprzeźroczystego materiału, w którym wyciął szablony. Następnie naświetlał emulsję na słońcu przez te szablony. W ten sposób uzyskał pierwszy, chociaż nie dający się jeszcze utrwalić, obraz fotograficzny.
- 1826 lub 1827 – powstała pierwsza fotografia, która zachowała się do naszych czasów, stworzona przez Francuza Josepha-Nicéphore’a Niepce’a na wypolerowanej płycie metalowej.

Jako substancję światłoczułą wykorzystał on asfalt syryjski – związki bitumiczne wytworzone z ropy naftowej. Otrzymane przez niego zdjęcie było jednak bardzo niedoskonałe.
- 1839 – rok uznawany za właściwą datę wynalezienia fotografii. W tym roku po raz pierwszy użyto terminu "fotografia"[4]. Francuz Louis Jacques Daguerre zademonstrował Akademii Francuskiej zdjęcie fotograficzne otrzymane na warstewce jodku srebra, powstałej w wyniku działania pary jodu na wypolerowaną płytę miedzianą pokrytą srebrem.

Metoda Daguerre’a, zwana od nazwiska twórcy dagerotypią, pozwalała na otrzymanie poprawnego zdjęcia, ale tylko w jednym egzemplarzu, gdyż utworzony na płytce obraz był od razu obrazem pozytywowym.
- w tym samym czasie nad otrzymywaniem obrazów tworzonych przez światło pracował angielski uczony William Henry Fox Talbot.

Naświetlając w ciemni optycznej papier powleczony jodkiem srebra uzyskał on – po wywołaniu kwasem galusowym – obraz negatywowy, w którym jasnym miejscom fotografowanego przedmiotu odpowiadał czarny strąt srebra. Następnie, naświetlając przez ten negatyw arkusz papieru pokryty warstewką chlorku srebra, otrzymywał obraz pozytywowy w dowolnej liczbie odbitek.
- 1839 – John Herschel na określenie procesu opracowanego przez Talbota wprowadził termin fotografia.

Technika fotografii rozwijała się od tego momentu bardzo szybko. Już wkrótce płytki srebrne lub arkusze papieru zastąpiono płytkami szklanymi powleczonymi warstwą światłoczułą. Płytki te preparowano tuż przed wykonaniem zdjęcia, co wymagało przenośnej ciemni fotograficznej, w której można było dokonać tego zabiegu.
- 1861 – fizykowi Jamesowi Clerkowi Maxwellowi udało się uzyskać pierwszą trwałą fotografię barwną.
- 1907 – bracia Lumière wprowadzili na rynek pierwsze szklane kolorowe płyty światłoczułe do fotografii barwnej, Autochrome[5]. Były one produkowane na bazie barwionej skrobi ziemniaczanej. Autochromy pomimo nowatorskiego użycia koloru miały swoje wady to znaczy małą czułość, duże ziarno i konieczność używania statywu w przeciwieństwie do materiałów czarno-białych[6].
- 1935 – wprowadzono do sprzedaży pierwszy współczesny trójwarstwowy film barwny – Kodachrome firmy Kodak.
- Większość współczesnych filmów barwnych, oprócz Kodachrome, wykorzystuje technologię stworzoną dla filmu Agfacolor w 1936 roku przez firmę Agfa.
- Od 1963 – jest dostępny natychmiastowy materiał kolorowy firmy Polaroid Corporation.

## Fotografia w Polsce
Fotografia pojawiła się na ziemiach polskich równolegle do osiągnięć na zachodzie Europy na tym polu. Już 13 lipca 1839 roku, a więc jeszcze przed ujawnieniem szczegółów techniki dagerotypii, polski inżynier i wynalazca Maksymilian Strasz opublikował w „Wiadomościach Handlowych i Przemysłowych” artykuł poświęcony innej technice fotograficznej: kalotypii dołączając próbki wykonanych przez siebie obrazów wykonanych tą techniką. W tym samym roku Kurier Warszawski wydrukował ogłoszenie firmy Fraget oferującej aparaty do dagerotypii. Rok później w Poznaniu i w Warszawie pojawiły się ilustrowane broszury poświęcone dagerotypii.
Pierwszy profesjonalny zakład fotograficzny na ziemiach polskich „Zakład Daguerrotypowy Karola Beyer w Warszawie” na przełomie lat 1844–1845 otworzył w Warszawie Karol Beyer. Początek przemysłu fotograficznego na ziemiach polskich to rok 1887, kiedy chemik Piotr Lebiedziński założył w Warszawie fabrykę papierów fotograficznych FOTON. W 1899 roku, również w Warszawie, powstała wytwórnia aparatów fotograficznych i obiektywów FOS.

## Fotografia tradycyjna a analogowa
Bardzo często fotografię tradycyjną (opartą na wykorzystaniu światłoczułych własności halogenków srebra) kompletnie mylnie określa się fotografią analogową. Jest to poważny błąd merytoryczny, gdyż fotografią analogową można określić proces reprodukcji obrazu z pomocą urządzeń elektronicznych analogowych (np. fotopowielacz). Wynikiem działania światła na taki element światłoczuły jest powstanie sygnału analogowego, a nie efektu fotochemicznego na błonie filmowej czy innym nośniku emulsji światłoczułej.